# Grenokit
Grenokit, greenockit – rzadki minerał z gromady siarczków. 
Nazwa upamiętnia Charlesa Murraya, lorda Greenock, który odkrył ten minerał w 1840 roku.

## Właściwości
Zazwyczaj tworzy kryształy o pokroju krótkosłupowym, piramidalnym, słupowym, igiełkowym, tabliczkowym, płytkowym, są to formy hemimorficzne z przeważającym słupem pionowym (najczęściej są to słupy heksagonalne z jednej strony zakończone piramidą). Występuje w skupieniach zbitych, proszkowych, naciekowych. Tworzy naskorupienia, naloty, powłoki. Występuje w geodach i migdałach. Jest kruchy, przezroczysty lub prześwitujący. Na powierzchniach przełamu ma połysk tłusty bądź żywiczny, na ścianach kryształów zwykle diamentowy lub metaliczny, z kolei skupienia zbite ziemiste i proszkowe charakteryzują się matowym połyskiem. Odmiany zasobne w cynk w promieniach nadfioletowych ujawniają fluorescencję żółtopomarańczową lub żółtą. Rozpuszcza się w kwasie solnym. Jest izomorficzny z wurcytem.

## Występowanie
Minerał wtórny pojawiający się w formie nalotów i powłok w strefie wietrzenia złóż kruszców cynku i ołowiu. Jest także produktem pożarów w kopalniach tych pierwiastków. Jako minerał pierwotny występuje w żyłach kruszcowych złóż siarczkowych. Współwystępuje ze sfalerytem, wurcytem, galeną. Spotykany jest w towarzystwie kalcytu, kwarcu, smithsonitu, prehnitu, zeolitów, wavelitu, realgaru, pirytu, markasytu. 
Miejsca występowania: USA – Arkansas, Missouri, Kanada, Wielka Brytania, Czechy.
W Polsce bywa znajdowany w kopalniach cynku okolic Bytomia, Olkusza, w okolicach Kowar i Miedzianki (Rudawy Janowickie), w Górach Sowich, Sudetach i Masywie Śnieżnika. 

## Zastosowanie
- Interesuje naukowców i kolekcjonerów
- zawiera ok. 77,8% kadmu, przeważnie jest jednak go bardzo mało i nie ma praktycznego znaczenia.

Monokryształy siarczku kadmu aktywowane złotem, CdS(Ag), stosowane są jako scyntylator o długim czasie scyntylacji 10−4 sekundy i maksimum emisji na fali o długości 590 nm.
Wykorzystywany jest do produkcji złącza p-n w ogniwach fotowoltaicznych typu CIGS.